# 이인관 (교육인)
이인관은 충암학원을 설립한 대한민국의 교육자이다. 경기공업전문학교 교장이던 충암 이인관(李仁寬) 선생은 경기공업전문학교를 퇴임하던 1965년 2월 10일 30여 년 교직 생활을 정리하며 사재(私財)를 털어 자신의 호를 따 학교법인 충암학원을 설립했다. 1965년 은평구 응암동 산9-1번지 산 6,000평을 매입한 것이 시작이었다. 함경북도 명천에서 태어나 일본에 유학 갔다 왔으며, 경기 공업 전문학교 교장 등을 거쳐 충암고등학교 초대 교장도 지냈다. 이인관은  지식과 학문에 뛰어난 지성인을 양성하기 전에, 먼저 성실·근면하고 책임감이 강한 민주시민의 자질을 육성하겠다는 것이 설립이념이다. 현재는 유치원, 초등학교, 중학교, 고등학교가 한 울타리 안에 있으며, 280여 명의 교직원과 4000여 명의 학생이 충암의 구성원이다. 설립자 이인관은 북간도 명천 출생으로, 일본에서 유학하고 함경북도 청진 철도학교 교사를 시작으로 33년간 문교부보통교육국장, 인천고교교장, 장단중학교 교장, 경기공업고등학교와 성동고등학교, 경기공업전문학교 교장을 지냈다. 미국 국무성 초청으로 미국과 유럽의 산업시설과 교육계를 시찰하며 선진국 경제성장의 동력이 공업이라고 인식하고, 공업교육의 중요성을 역설하였다. 그래서 경기공업전문학교 초대 교장으로 부임하며, UNKRA(United Nations Korean Reconstruction Agency·국제연합한국재건단)을 찾아가 경기공업전문학교에 실험실을 지을 원조금을 받아낸 일화가 있다. 이승만 대통령이 경기공업전문학교 실험실 개관식에 참석해 축하 연설을 1시간도 넘게 하며 기뻐했던 일은 교육계에 널리 알려진 사실이다. "나는 충암학원을 설립하고 경영함에 있어서 성실·근면을 교훈으로 삼고 이를 교시로 정하며 지성과 학문에 뛰어난 지성인을 양성하기 전에 성실·근면하고 책임감이 강한 민주시민의 자질을 육성하겠다"라고 설립연설을 한 바 있다. 이인관은 1970년 10월 5일 0시20분 서울 서대문구 응암동산9의1 자택에서 숙환이던 간암으로 57세로 별세했다. 

## 역사
- 1965년: 충암실업고등공민학교 설림
- 1968년: 충암종합고등학교로 명칭 변경
- 1973년: 인문계인 충암고등학교로 전환